# Arley, Warwickshire
Arley är en civil parish i Storbritannien.   Den ligger i grevskapet Warwickshire och riksdelen England, i den södra delen av landet, 150 km nordväst om huvudstaden London. Antalet invånare är 2 798. Arean är 8,1 kvadratkilometer.
Terrängen i Arley är platt.